# サッパ
サッパ（鯯<魚へんに制>、拶双魚、学名：Sardinella zunasi）は、ニシン目に分類される魚。汽水域に生息する。
ママカリ（飯借）という別名でも知られ、ママカリ料理は岡山県の郷土料理として有名である（酢漬けについてはままかりを参照）。

## 生態
全長は10 - 20センチメートルほどで、体は木の葉のように左右に平たい。背中よりも腹が下に出ている。体色は背中側は青緑色、体側から腹側までは銀白色をしている。他のニシン目魚類に比べ、鱗が硬く発達していて落ちにくい。コノシロとは外見や生息域が似ているが、体の側面に黒い点線がないこと、背びれの最後の軟条が長く伸びないことなどで区別できる。また、ヒラという魚もよく似ているが、こちらは成魚の全長が40センチメートル以上とより大型になる。
日本の北海道以南からフィリピンにかけての沿岸域、特に河口付近の砂泥底に生息する。マイワシやニシンのような大規模な回遊は行わず、一生を通して生息域を大きく変えることはない。プランクトン食性で、プランクトンを水ごと吸いこみ、鰓耙（さいは）で濾しとって食べる。繁殖期は初夏で、直径2ミリメートルほどの浮遊卵を産卵する。冬にはやや深場へ移る。

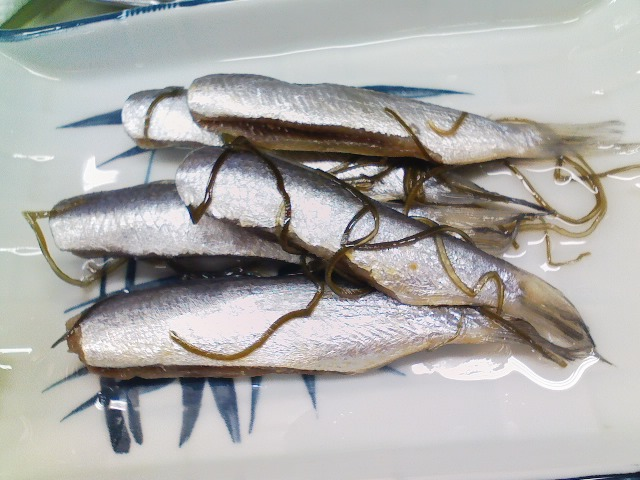
サッパ（ママカリ）の酢漬け

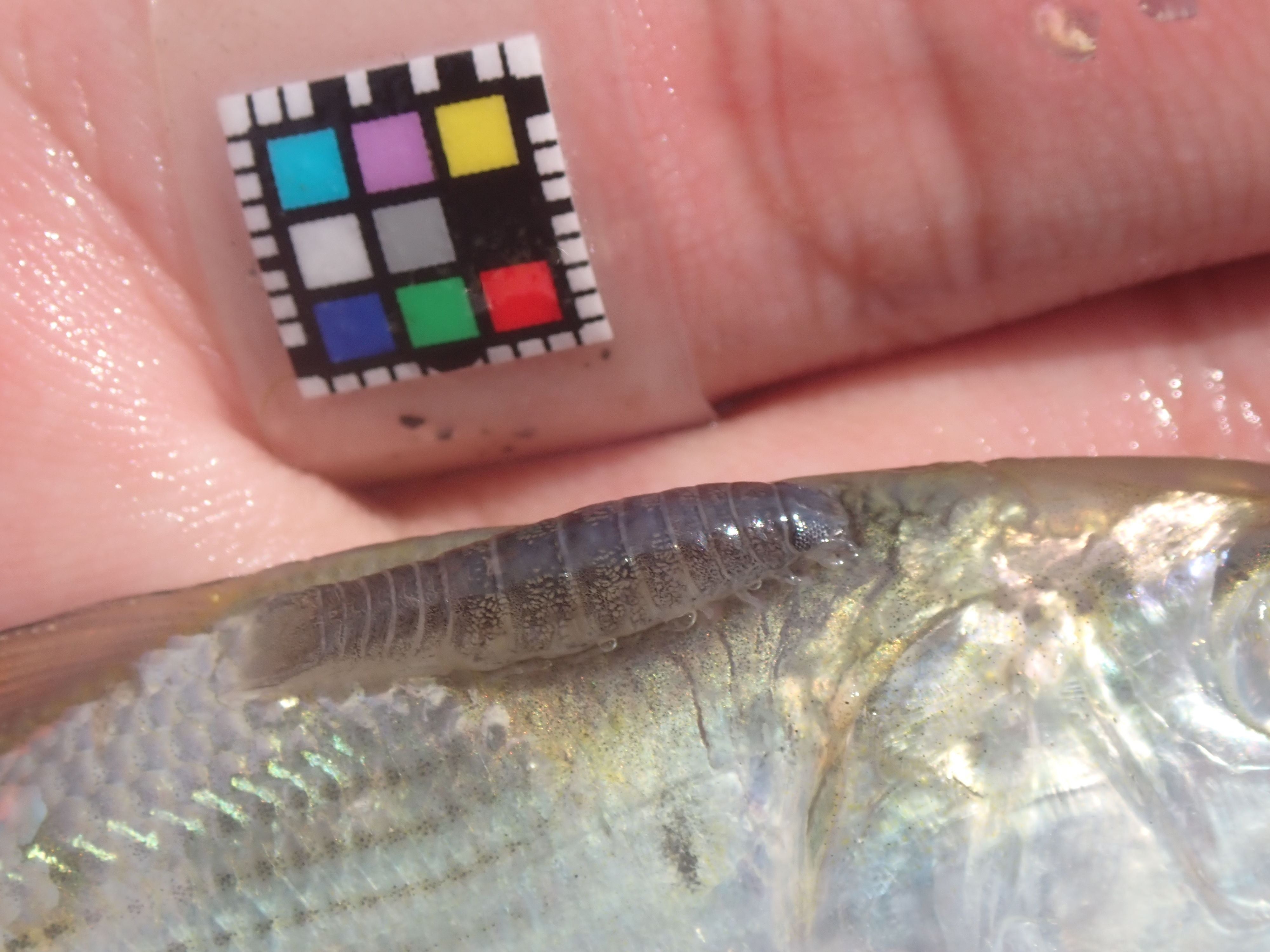
サッパヤドリムシ（宿主はサッパに近縁のコノシロ）

サッパには、後頭部あたりの体表にフナムシのような虫が寄生していることがある。これはウオノエ科の甲殻類で、本種に好んで寄生するサッパノギンカ Anilocra clupei Williams & Bunkley-Williams, 1986である。

## 食用
小骨が多いことから酢漬けにして加工して食べる地域が多い。

## 別名
ママカリ（瀬戸内海沿岸地方）、ワチ（広島県・香川県）、ハラカタ（関西地方）、ハダラ（佐賀県）など。

## 近縁種
オグロイワシ Sardinella melanura (Cuvier, 1829)
全長は20cmほどで、和名のとおりに尾びれの上下端が黒い。西太平洋とインド洋の熱帯域に分布し、日本では小笠原諸島と西表島以南に分布する。サッパとは違い、外洋に面した沿岸域に生息する。
Sardinella aurita (Valenciennes, 1847) round sardinella (Sardinella aurita) カタボシイワシ
Sardinella maderensis (Lowe, 1839)
これら2種は、大西洋の西アフリカ沿岸に分布する。セネガルでは「ヤボイ」と呼ばれ、代表的な大衆魚である。全長は25 - 30センチメートルほど。